# Kozuka Kazuki
Kazuki Kozuka (sinh ngày 2 tháng 8 năm 1994) là một cầu thủ bóng đá người Nhật Bản.

## Sự nghiệp câu lạc bộ
Kazuki Kozuka đã từng chơi cho Albirex Niigata và Renofa Yamaguchi FC.